# Universitat Austral de Xile
Universitat Austral de Xile (Universidad Austral de Chile en castellà) és una universitat tradicional a Valdivia, Xile. És la universitat més antiga de Xile al sud de Concepción.

## Història

### Fundació i primers anys (1942-1968)
El 1942 es va constituir a la ciutat de Valdivia la Sociedad de Amigos del Arte. A més de promoure la cultura, un dels principals objectius de la societat era establir una universitat a la ciutat. La idea va ser presentada al congrés nacional dels anys cinquanta pel senador per Valdivia, Carlos Acharán Pérez de Arce, que més tard va reeixir consolidar el projecte. En una reunió celebrada el 16 de febrer de 1954, els partidaris de la instal·lació d'una universitat van crear un directori i van elegir Eduardo Morales Miranda com a presiden. La fundació inicialment va dependre de les donacions de particulars, inclosos alguns empresaris industrials. Després de ser fundada per decret el 7 de setembre de 1954, la universitat va ser inaugurada el 12 de març de 1955 pel president Carlos Ibáñez del Campo. A la inauguració també van assistir els rectors de la Universitat de Xile i la Universitat Tècnica dels Estats, així com els ambaixadors de Veneçuela i Argentina i representants dels Països Baixos, Alemanya i els Estats Units.
Els primers programes de grau que s'hi van impartir van ser les belles arts, l'agronomia, l'enginyeria forestal i la medicina veterinària, cadascun dels quals tenia també la seva pròpia facultat.
El 3 de juny de 1968, a la UACh se li va concedir autonomia de la Universitat de Xile, ja que es va promulgar la llei 16.848. L'autonomia va fer que la UACh pogués decidir els seus propis plans i programes d'estudi i deixar la universitat fora de la tutela de la Universitat de Xile.

### Desenvolupament (1969-1999)

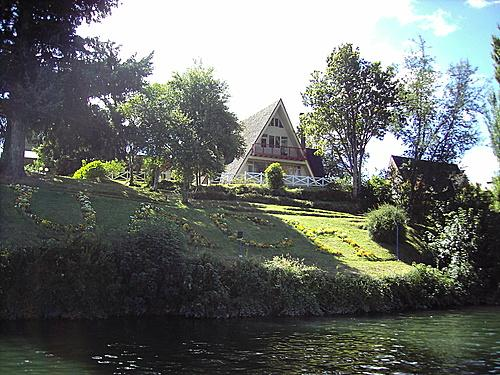
Imatge d'una de les cases "A" de la Universitat Austral, a prop del riu Valdivia, al campus Isla Teja

Durant la privatització del règim militar de l'educació superior als anys vuitanta, la UACh va incorporar la seu regional successora de la Universitat Tècnica de l'Estat, l'Institut Professional de Valdivia. En fer-ho, la UACh va evitar que s'hi creés una universitat secundària, tal com va passar arreu del país amb seus regionals de les principals universitats. Amb la incorporació de l'Institut Professional de Valdivia, que correspon a l’actual Campus Miraflores, la UACh va començar a concedir els títols de batxiller en enginyeria i va obtenir una Facultat d’Enginyeria.
El 1993 s'hi va celebrar per primera vegada el Festival Internacional de Cinema de Valdivia per celebrar el 30è aniversari del seu Cine Club, que des de llavors s'ha convertit en un dels festivals de cinema més importants de Xile.

### Història recent (2000-actualitat)
Amb l'arribada del Centre d'Estudis Científics (CECS) el 2000, la ciutat es va perfilar com a centre d'investigació, ja que CECS va aportar experiència en biofísica, fisiologia molecular, física teòrica, glaciologia i canvi climàtic. L'arribada de CECS va ser vista com a positiva per l'administració de la UACh, ja que la investigació sobre CECS no se superposa a les principals àrees de recerca de la UACh i, com a corporació d'investigació científica, no competeixen en la inscripció d'estudiants. No obstant això, el 2007 la UACh i el CECS es va involucrar en una controvèrsia quan el Consell Regional de la Los Lagos va concedir fons regionals que s'havien posat en licitació a CECS sense assistir a la reunió a la UACh i la Universitat de los Lagos projecte conjunt es va presentar. El diputat Gabriel Ascencio (DC) va acusar Claudio Bunster, director de CECS, d'utilitzar la seva influència personal entre els polítics i el Consell d'Innovació per a la Competitivitat (del qual és membre) per obtenir més recursos.
El dilluns 3 de desembre de 2007 es va incendiar l'edifici Emilio Pugín de la Facultat de Ciències. L'edifici, situat al campus de l'illa de Teja, allotjava una quantitat considerable de productes químics i equipament científic que no es podia estalviar. Es van haver d'aturar o avortar diversos projectes de recerca a causa de la pèrdua d'equips, mostres i dades. A causa de la propagació de fum tòxic, la policia va haver d'evacuar un total de 10.000 persones d'Isla Teja. Les empreses de lluita contra incendis de les ciutats veïnes d'Osorno, La Unión i Paillaco van haver de venir a ajudar a controlar i extingir el foc. L'edifici va acollir els instituts de química, física, zoologia, microbiologia i botànica, inclosos alguns laboratoris. El cost del dany es va estimar en uns 5.000 milions de pesos xilens (uns 10 milions de dòlars EUA). Finalment, el 22% dels danys no van ser coberts per les assegurances d'acord, sinó finançats directament pel govern xilè.
El 13 de maig de 2008, la federació estudiantil de la UACh va decidir fer vaga ja que consideraven que la llista de sol·licituds enviada a l'administració de la universitat es responia en termes massa fluixos. La vaga i l'ocupació de la universitat per part dels estudiants van acabar a finals de juny, quan el rector Victor Cubillos i el directori van cedir en diversos punts, però, així i tot, va ser molt criticat tant pels estudiants com pels sectors de la facultat on van considerar que havia cedit massa a estudiants. L'abril de 2010, la reconstrucció de l'edifici Emilio Pugin de la Facultat de Ciències, va iniciar la licitació. I en aquest any començaria la reconstrucció. Cubillos va guanyar les eleccions del 2010 amb 229 vots, 13 menys que les eleccions anteriors. el segon mandat va finalitzar el juny del 2014.
El campus principal de la UACh, el campus Isla Teja, ocupa tot el nord-oest d'Isla Teja a Valdivia. Campus Isla Teja és la llar de l'administració de l'UACh, el Cine Club, el jardí botànic i la majoria de facultats. El jardí botànic és una àrea recreativa i un lloc d'estudi amb un total d'unes 950 espècies vegetals que creixen en les seves 12 ha. La majoria de plantes del jardí botànic pertanyen a la selva tropical temperada valdiviana, però n'hi ha d'altres d'origen exòtic. Les aigües del riu Cau-Cau que flueixen per les parts nord del jardí botànic permeten una secció d'espècies vegetals de zones humides incloses al jardí.